# Charles DeChant
Charles DeChant est un saxophoniste et claviériste américain connu pour son association avec Hall & Oates. 

## Carrière
Originaire de Floride, Charles DeChant joue dans le groupe du duo Hall & Oates depuis 1976.Ses solos de saxophone notables figurent dans les chansons de Hall & Oates One on One, Maneater, la version longue de Say It Isn't So et I Can't Go for That (No Can Do). Charles DeChant joue également avec plusieurs groupes locaux de sa ville natale, Orlando, en Floride. Il joue également de la flûte, du piano et de la guitare, mais aussi du glockenspiel comme on peut l'entendre sur la version live de Out of Touch. Il a souvent été considéré comme l'arme secrète du duo, voire son troisième membre officieux, étant donné sa longévité leurs côtés. 
En plus de ses enregistrements et des tournées avec Hall & Oates, Charles DeChant a joué avec d'autres stars, comme Mick Jagger, The Temptations, Tina Turner, Billy Joel, Bonnie Raitt et The Average White Band. Charles DeChant est maintenant écrivain, producteur et artiste solo. 